# غوستاف باومان
غوستاف باومان (بالإنجليزية: Gustave Baumann)‏ هو رسام أمريكي، ولد في 27 يونيو 1881 في ماغديبورغ في ألمانيا، وتوفي في 8 أكتوبر 1971 في سانتا فيه في الولايات المتحدة.